# Ingrid Köppe
Ingrid Köppe (ur. 6 marca 1958 w Berlinie) – niemiecka prawniczka, polityk lewicowego Neues Forum.

## Życiorys
Przeciwniczka zbrojeń nuklearnych Układu Warszawskiego. Deputowana do Landtagu Brandenburgii. W latach 1990–1994 deputowana do Bundestagu z listy Związek 90/Zieloni.
Absolwentka Wydziału Prawa Europejskiego Uniwersytetu Viadrina we Frankfurcie nad Odrą.